# Episodi di Naruto: Shippuden (ventitreesima stagione)
La storia di Itachi - Luce e oscurità (イタチ真伝篇～光と闇～?, Itachi shinden hen: hikari to yami) costituisce la ventitreesima stagione dell'anime Naruto: Shippuden ed è composta dagli episodi che vanno dal 451 al 458. La regia è di Hayato Date ed è prodotta da TV Tokyo e Pierrot.
La ventitreesima stagione è stata trasmessa in Giappone dal 3 marzo 2016 al 28 aprile 2016 su TV Tokyo. È stata pubblicata in simulcast con sottotitoli in italiano sulla piattaforma Crunchyroll. L'edizione doppiata in italiano è stata trasmessa su Italia 2 dal 13 al 27 febbraio 2024.
La stagione adotta una sigla di apertura: LINE dei Sukima Switch (episodi 451-458), e due sigle di chiusura: Sonna kimi, konna boku dei Thinking Dogs (episodi 451-454), Ao no lullaby dei Kuroneko Chelsea (episodi 455-458).

## Lista episodi
| Nº  | Titolo italiano Giapponese 「Kanji」 - Rōmaji | In onda        | In onda          |
| Nº  | Titolo italiano Giapponese 「Kanji」 - Rōmaji | Giapponese     | Italiano         |
| 451 | Nascita e morte 「生まれる命、死ぬ命」 - Umareru inochi, shinu inochi | 3 marzo 2016   | 13 febbraio 2024 |
| 451 | Tobirama tenta di liberare gli shinobi caduti nello Tsukuyomi Infinito, non riuscendoci. Intanto, Sasuke informa il Team 7 che sono salvi grazie all'ombra del Susano'o che li ha coperti dalla luce lunare e che probabilmente sono gli unici ad essersi salvati. Vengono mostrati i sogni di Hinata, Kiba, Rock Lee, Sai, Gaara, Shikamaru e degli altri ninja, mentre Sasuke riporta alla mente i ricordi che Itachi gli aveva mostrato con lo Tsukuyomi prima del rilascio dell'Edo Tensei: parte così il flashback su Itachi. Itachi è un bambino di 4 anni che assiste alla Terza Guerra Mondiale Ninja, interrogandosi sul perché della guerra e sul senso della vita e della morte: domande che lo tormenteranno per tutta la giovinezza. La guerra termina. Si iniziano a intravedere malcontenti tra gli Uchiha che vogliono Fugaku come Hokage e riprendersi lo Sharingan di Kakashi. Fugaku però placa loro gli animi. Itachi è un bambino solitario, si rifiuta di giocare con gli altri preferendo allenarsi e gli altri bambini di riflesso lo guardano male. L'unica a stravedere per lui è Izumi: una mezzo-sangue Uchiha rinnegata dal clan perché la madre ha sposato un non-Uchiha. Una notte i genitori di Itachi non sono in casa e, mentre lui sta badando al piccolo Sasuke, Tobi attacca il villaggio ed evoca la volpe a nove code. |                |                  |
| 452 | Il genio 「異才」 - Isai | 10 marzo 2016  | 13 febbraio 2024 |
| 452 | Continua il flashback sulla vita di Itachi: la Volpe a 9 code viene evocata e attacca il villaggio. Itachi durante l'attacco protegge Sasuke e salva Izumi. Tutti gli shinobi di Konoha combattono contro il demone, tranne gli Uchiha a cui viene dato l'ordine di rimanere indietro e proteggere i civili. Il giorno seguente il villaggio piange i caduti, mentre Itachi, vedendo il funerale, continua a interrogarsi sul significato della vita e della morte. Sarutobi torna ad essere Hokage dopo la morte di Minato e, d'accordo con Danzo e i consiglieri, decide di trasferire il clan Uchiha ai confini del villaggio facendo crescere il malcontento del clan e del leader Fugaku, che però decide di non ribellarsi, cercando la via del negoziato. La causa del trasferimento forzato è il sospetto del coinvolgimento del clan dietro l'attacco del demone (per lo stesso motivo agli Uchiha era stato ordinato di rimanere indietro durante l'attacco). Intanto Itachi entra in accademia e si guadagna presto il rispetto e l'ammirazione dei compagni. Si diploma Genin a 7 anni, dopo solo un anno di accademia, riuscendo anche ad imparare la tecnica della Palla di Fuoco Suprema. |                |                  |
| 453 | Il dolore di vivere 「命の痛み」 - Inochi no Itami | 17 marzo 2016  | 13 febbraio 2024 |
| 453 | Passano tre anni dal diploma di Itachi. In questo periodo il ragazzo entra a far parte di una squadra con altri due genin, Tenma e Shinko, e stringe amicizia con Izumi Uchiha. Un giorno viene commissionata alla squadra di Itachi una missione da Nonna Gatta, rifornitrice di armi e medicinali agli Uchiha, che chiede loro di riportare a casa un gatto ninja. Finito con successo il compito Itachi inizia a comprendere che spesso gli adulti mettono gli interessi del clan davanti a tutto, persino agli stessi componenti. In una successiva missione Tenma, in debito con Itachi per essere stato salvato durante la missione di Nonna Gatta, decide di sacrificarsi per salvare il compagno. La sofferenza provata dal ragazzo per la perdita di Tenma, gli fa capire cosa siano i legami e sviluppare li Sharingan, che si risveglia dopo forti emozioni. |                |                  |
| 454 | La richiesta di Shisui 「シスイの依頼」 - Shisui no Irai | 24 marzo 2016  | 20 febbraio 2024 |
| 454 | Itachi è sconvolto per la morte del suo compagno, mentre suo padre si complimenta con lui per aver risvegliato lo Sharingan. La visione egoistica del padre manda Itachi su tutte le furie, ma non lo dà a vedere e anzi lo ringrazia sorridendo. Sasuke vuole giocare con Itachi, ma questi gli dà buca per l'ennesima volta perché Shisui l'ha richiesto come spalla per una missione di addestramento. Durante la missione Shisui insegna a Itachi le tecniche di inseguimento, di ricerca fuggitivi e trappole. Nella notte i due sentono il rumore di una battaglia e trovano tre membri della Radice attaccare un Anbu di Konoha per strappargli una pergamena in cui sono contenute le informazioni su un traditore. L'Anbu si dissolve, essendo un clone d'acqua, e i tre della Radice rimangono a combattere contro Itachi e Shisui. Itachi sconfigge uno di loro usando per la prima volta lo Sharingan in combattimento per far cadere il suo avversario nella sua stessa trappola. Shisui sconfigge gli altri due e i tre si ritirano. L'Anbu ferito chiede ai due di tacere sull'incidente e se ne va. I superiori di Shisui si scusano per l'esito della missione di addestramento dicendo che il combattimento non ne doveva fare parte. Dopo qualche anno, Itachi entra negli Anbu per proteggere la Foglia dall'ombra. |                |                  |
| 455 | Notte al chiaro di luna 「月夜」 - Tsukiyo | 7 aprile 2016  | 20 febbraio 2024 |
| 455 | Shusui, ormai in fin di vita, dona a Itachi il suo ultimo occhio rimasto e poi si getta da una scogliera. L'amico, per il dolore, sviluppa lo Sharingan Ipnotico. Itachi prova sempre più insofferenza verso gli altri Uchiha rivoltosi e soprattutto verso il padre. Un giorno Fugaku, parlando solo con il figlio, gli spiega che ormai, a causa del rancore accumulato dal clan, la rivolta è l'unica via possibile e che, con il contributo del figlio in quanto Ambu, gli spargimenti di sangue potrebbero essere ridotti al minimo durante il colpo di stato per l'acquisizione della carica di Hokage da parte del Capo delle Forze di Polizia. Secondo Fugaku il Villaggio li teme a causa della falsa credenza che con il loro semplice Sharingan possano controllare la Volpe; in realtà solamente con lo Sharingan Ipnotico, posseduto unicamente da Fugaku e suo figlio è possibile una simile impresa. Itachi viene usato come spia sia dal Villaggio che dal clan. Nonostante i propositi dell'Hokage di pensare ad una soluzione pacifica, Danzo dà al ragazzo le uniche due alternative secondo lui possibili: partecipare al colpo di stato e morire insieme a tutti gli altri Uchiha o sterminare personalmente tutti i membri del clan eccezion fatta di Sasuke. Itachi, non sa cosa scegliere, ma infine decide, per il bene del Villaggio e del fratello, di compiere la strage chiedendo aiuto a Madara (Obito). Al momento dell'uccisione dei propri genitori Itachi vacilla, ma loro lo incoraggiano a seguire la strada che ha scelto, qualunque essa sia. Dopo lo sterminio il ragazzo, ormai etichettato come ninja traditore, decide di unirsi all'Organizzazione Alba per controllare personalmente che Danzo rispetti la promessa fatta di non fare del male a Sasuke. |                |                  |
| 456 | L'oscurità dell'alba 「暁の闇」 - Akatsuki no Yami | 14 aprile 2016 | 20 febbraio 2024 |
| 456 | Itachi è in missione con Juzo, che gli parla di Dai, che ha sconfitto da solo 4 dei 7 Spadaccini della Nebbia. I due si scambiano info sulle rispettive tattiche ed elaborano delle strategie di attacco. Alla fine concludono la missione eliminando la vittima designata. Successivamente, Pain dice all'Organizzazione che la fama dell'Alba sta crescendo a causa dei molteplici successi nelle missioni. Informa anche i membri che il piano dell'Alba è catturare i Cercoteri e usarli come deterrente contro le guerre tra i ninja. Dopo la riunione, a Itachi e Juzo viene affidata una missione nel Paese dell'Acqua, terra natia di Juzo, che comanda a Itachi di ucciderlo nel caso venisse catturato. I due completano la missione ma vengono attaccati dal Quarto Mizukage Yagura e dai suoi anbu. Yagura rilascia il potere del Demone a tre code e attacca i due. Juzo muore trafitto dalla sua spada, Itachi risveglia l'Amaterasu e sconfigge Yagura, lasciandolo in fin di vita. Alla riunione dell'Alba, Itachi informa i membri della morte di Juzo, Kakuzu li informa della morte del suo partner. Orochimaru prova ad attaccare Itachi per ottenere il suo corpo, ma viene facilmente sconfitto dalle illusioni dell'Uchiha. Orochimaru lascia l'Alba e Pain assegna a Itachi un nuovo partner: Kisame. |                |                  |
| 457 | Compagno 「相棒」 - Aibō | 21 aprile 2016 | 20 febbraio 2024 |
| 457 | Seguendo gli ordini di Pain, Itachi insieme a Sasori e Kisame si reca a trovare e reclutare Deidara. Entrato nell'organizzazione Alba, Deidara viene messo in coppia con Sasori e ai due viene ordinato di uccidere Orochimaru, che aveva tradito l'Akatsuki. Grazie alle info lasciate da Kabuto a Sasori, i due trovano il nascondiglio del Ninja leggendario. Sasori e Orochimaru si combattono utilizzando rispettivamente la marionetta e il cadavere resuscitato del Terzo Kazekage. Sconfitto, Orochimaru si rifugia nel suo nascondiglio, che Deidara fa esplodere. Il corpo di Orochimaru non viene trovato, facendo presumere l'Alba che si ancora vivo. Pain informa l'Alba di una missione da parte del Paese dell'Acqua di uccidere un ninja apparentemente immortale. La missione viene affidata a Kakouzu, Itachi e Konan, che trovato il ninja (di nome Hidan) e verificatone l'immortalità, lo reclutano nell'alba in squadra con Kakouzu. Tempo dopo, l'Alba viene a sapere della fondazione del Villaggio del Suono, sospettando che ci sia dietro Orochimaru. Successivamente vengono a sapere dell'attacco a Konoha da parte dell'alleanza Suono-Sabbia e della morte del Terzo Hokage. Itachi si offre di indagare, con il vero scopo di controllare la sicurezza di Sasuke. |                |                  |
| 458 | Verità 「真実」 - Shinjitsu | 28 aprile 2016 | 27 febbraio 2024 |
| 458 | Concluso il flashback di Sasuke sulla vita di Itachi, lo Tsukuyomi Infinito termina i suoi effetti e quindi rilascia il Susano'o che proteggeva Naruto, Sakura, Kakashi e Sasuke dal potente genjutsu di Madara; quest'ultimo afferma quindi di aver liberato il mondo dalle guerre e si dichiara sovrano e salvatore del pianeta, oltre ad affermare di aver corretto gli errori di Hashirama. Naruto lo contraddice dicendogli che è solo una menzogna di cui anche Madara è vittima, quando all'improvviso Zetsu Nero trafigge Madara cogliendolo di sorpresa alle spalle. Madara, incredulo, gli chiede il motivo di tale gesto e gli ricorda che è stato lui a crearlo e che rappresenta l'incarnazione della sua stessa volontà. Zetsu controbatte affermando di essere la volontà di Kaguya, e concentra tutto il chakra delle vittime dello Tsukuyomi Infinito riversandolo nel corpo di Madara, che rischia di esplodere. Naruto e Sasuke tentano di fermarlo ma vengono immobilizzati dai capelli di Madara, che ormai ha perso il controllo del suo corpo, mentre Zetsu rivela che Kaguya intende trasformare i loro amici e tutta l'umanità in Zetsu Bianchi, proprio come fece quando lo Tsukuyomi Infinito fu lanciato da lei la prima volta per schiavizzare l'umanità. Madara, sbigottito, afferma che lo Tsukuyomi Infinito è una tecnica degli Uchiha, in quanto impressa sulla tavola del clan dall'Eremita delle Sei Vie, ma Zetsu gli rivela che in realtà la tavola lasciata da Hagoromo è stata alterata da lui stesso affinché chi avesse decifrato il contenuto avrebbe contribuito a usare la tecnica illusoria. Zetsu continua dicendo che Madara è stato solo una pedina nelle mani di Kaguya per permettere a quest'ultima di risorgere e l'Uchiha capisce che Hashirama aveva ragione, ma ora è troppo tardi: Zetsu lascia il corpo di Obito impadronendosi di quello di Madara, che si è ormai trasformato in Kaguya. |                |                  |

## DVD

### Giappone
Gli episodi della ventitreesima stagione di Naruto: Shippuden vengono distribuiti in Giappone anche tramite DVD, dal 2 novembre 2016 al 7 dicembre 2016.
| Volume | Episodi | Data di pubblicazione | Extra |
| ------ | ------- | --------------------- | ----- |
| 1      | 451-454 | 2 novembre 2016       | —     |
| 2      | 455-458 | 7 dicembre 2016       | —     |